# Aruntina alacris
Aruntina alacris är en insektsart som beskrevs av Kenneth Hedley Lewis Key 1976. Aruntina alacris ingår i släktet Aruntina och familjen Morabidae. Inga underarter finns listade i Catalogue of Life.